# Tipula serricauda
Tipula serricauda är en tvåvingeart som beskrevs av Alexander 1914. Tipula serricauda ingår i släktet Tipula och familjen storharkrankar. Inga underarter finns listade i Catalogue of Life.